# ミラン1世 (セルビア王)
ミラン・オブレノヴィチ（Milan Obrenović, セルビア語・キリル文字表記：Краљ Милан Обреновић, 1854年8月22日 - 1901年2月11日）は、オブレノヴィチ家のセルビア公、のちにセルビア王。セルビア公としてはミラン・オブレノヴィチ4世。
カラジョルジェヴィチ家のセルビア公アレクサンダル・カラジョルジェヴィチ時代、オブレノヴィッチ家が亡命していたワラキアで生まれる。早くに両親を失い、亡父ミロシュの従兄にあたるセルビア公ミハイロ・オブレノヴィッチ3世のもとで育った。
1861年、ミハイロがセルビア公となると、幼いミランはパリのリセ・ルイ＝ル＝グランで学んだ。
1868年、ミハイロが暗殺されたため、14歳で摂政のもとでセルビア公に即位。1872年より親政。彼は親オーストリア派と、親ロシア派との間でうまくバランスを取った。露土戦争後のベルリン条約で、オスマン帝国の従属から離れることができた。1882年、セルビア王を宣言。1889年に退位し、子のアレクサンダルが王位を継承したが、年少のため母ナタリヤ王妃の摂政を受けた。